# Theretra acuta
Theretra acuta là một loài bướm đêm thuộc họ Sphingidae. Nó được tìm thấy ở Philippines và Indonesia.